# Veliki tjedan
Veliki tjedan ili Sveti tjedan (lat. Hebdomada Sancta) je razdoblje u liturgijskoj godini od Cvjetnice do Uskrsa. Dani u Velikom tjednu vrijeme su kršćanske ozbiljnosti, sabranosti i promišljanja o svetosti vremena i događaja u njemu. 

## Korizmeni dio
Veliki tjedan počinje Cvjetnicom ili Nedjeljom Muke Gospodnje. 
Veliki ponedjeljak, utorak i srijeda su svagdani Velikoga tjedna.
Prema tradiciji, na Veliku srijedu obdržava se post kao sjećanje na Judinu izdaju Isusa u Maslinskom vrtu.
Korizma završava na Veliki četvrtak u 15 sati (šesta ura).

## Vazmeno trodnevlje

### Veliki četvrtak
Najčešće ujutro na Veliki četvrtak biskup u zajedništvu sa svim svećenicima biskupije slavi Misu posvete ulja na kojoj se blagoslivlja ulje za svetu potvrdu, bolesničko pomazanje i katekumene. Uvečer svaki župnik, u zajedništvu s cijelom župnom zajednicom i braćom svećenicima predslavi Misu večere Gospodnje, u kojoj se spominje Kristova ustanova svećeničkoga reda (pranjem nogu apostolima, Iv 13,1–15) i sakramenta Euharistije na Posljednjoj večeri (Mt 26, 26-28). U noći s Velikoga četvrtka na Veliki petak moli se Sveta ura i održava euharistijsko klanjanje.

### Veliki petak
Veliki petak jedini je dan u godini na koji nema svete mise, nego se slavi Služba Muke Gospodnje. Obilježava se sjećanje na Isusovu muku i smrt na križu. Cijeli dan zapovijeđen je post i nemrs. Prije Službe često se moli i pobožnost križnoga puta. Tako i papa predvodi križni put u Koloseju.

### Velika subota
Velika subota dan je tišine do Vazmenoga bdjenja u subotu navečer, koje je vrlo bogato obredima. Tijekom dana, obično od jutra do bdjenja, u crkvama traje euharistijsko klanjanje na pokrajnjem oltaru, kod Kristova groba, koji čuvaju ministranti, članovi bratovština i za to zaduženi vjernici. U Dalmaciji se čuvari Kristova groba nazivaju žudije (žudiji). Vazmeno bdjenje započinje u večernjim satima službom svjetla, kojom upaljene svijeće simboliziraju Krista-Pobjednika („Svjetlost svijeta”) koji Uskrsnućem pobjeđuje smrt. To se ističe i Hvalospjevom uskrsnoj svijeći i zvonjavom crkvenih zvona pri svečanu pjevanju Slave.

## Uskrs
Na Uskrs se slavi Isusovo uskrsnuće kao pobjeda nad grijehom i smrću. To je najveća svetkovina u crkvenoj godini i početak je Uskrsne osmine.

## Vanjske poveznice
| Portal:Kršćanstvo | Portal: Kršćanstvo |

Sestrinski projekti
|  | Zajednički poslužitelj ima još gradiva o temi Veliki tjedan |

Mrežna mjesta
- Šimunović, Milan: Veliki tjedan: vodič Rijeka, 2012.